# Исраа аль-Гомгам
Исраа аль-Гомгам (араб. إسراء الغمغام‎; род. 10 января 1990) — саудовская гражданская активистка, ожидающая казни по приговору суда. Может стать первой женщиной, приговорённой к смерти за участие в протестах в этой стране.
Исраа была арестована в декабре 2015 вместе со своим мужем за участие в протестах в Восточной провинции КСА (в Эль-Катифе). Муж также был приговорён к казни. Для исполнения приговора требуется санкция короля, которая пока не поступила и супруги продолжают содержаться в тюрьмах.